# Xylocopa maior
Xylocopa maior är en biart som beskrevs av Maidl 1912. Xylocopa maior ingår i släktet snickarbin, och familjen långtungebin. Inga underarter finns listade i Catalogue of Life.